# Obala Omaha
Obala Omaha (Omaha Beach) je kodno ime za enega od petih sektorjev, kjer so se zavezniki v času operacije Neptun izkrcali na obale Normandije. Operacija se je začela 6. junija 1944. Plaža se nahaja na obali Normandije v Franciji, ob Rokavskem prelivu vzhodno od občine Sainte-Honorine-des-Pertes, zahodno od Vierville-sur-Mer in desno od estuarija reke Douve.

## Izkrcanje
Izkrcanje tukaj je bilo potrebno, da bi se enote povezale z britanskimi, ki so pristale na vzhodu na obali Gold, in z ameriškimi, ki so pristale na zahodu na obali Utah, kar bi zagotavljalo kontinuirno zavzetje obale Normandije v zalivu Sene. Za obalo Omaha naj bi bili odgovorni ameriški vojaki s pomorskim transportom in pomorsko podporo topništva ameriške mornarice ter delov britanske kraljeve mornarice. Enote so utrpele veliko izgub; številni ameriški vojaki 29. in 1. pehotne divizije so bodisi utonili pri sestopu z ladij na morju ali pa so jih pobili nemški vojaki, ki so nanje streljali z obale.
Točka Pointe du Hoc je bila na dan D predmet drznega napada US Army Rangers. Bitka utrjene 1. pehotna divizija je dobila vzhodno polovico. Začetni naskok so sestavljali tanki, pehota in inženirske sile, skrbno načrtovan za zmanjšanje obalne zaščite in omogočanje večjim ladjam dostop za nadaljnje naskakovanje kopnega.
Zelo malo je šlo tako kot je bilo načrtovano v času izkrcanja na obali Omaha. Težave pri navigaciji so povzročile zgrešen pristanek in zamudo pri osvajanju ciljev skozi ves dan. Obramba, ki je bila nepričakovano močna, je prizadejala hude izgube pri pristanku ameriških vojakov. Pod močnim ognjem so se inženirji borili, da bi počistili ovire na plaži; zadnji pristanki so bili osredotočeni okoli nekaj očiščenih kanalov. Preživele enote, oslabljene zaradi nezgod pri pristajanju, niso mogle počistiti močno zavarovanih izhodov na plaži. To je povzročilo dodatne težave in posledične zamude kasnejšim pristankom. Majhne odprtine so na koncu dosegli po skupinah preživelih z izvedbo improviziranih napadov na bunkerje na najmočneje branjeni točki. Do konca dneva sta bili osvojeni dve majhni izolirani točki, ki sta nato služili pri nadaljnji poti proti šibkejšim obrambnim enotam, s čimer so dosegli načrtovane cilje dneva D v naslednjih dneh.